# Ufer (Lindlar)
Ufer ist ein Ortsteil der Gemeinde Lindlar im Oberbergischen Kreis, Nordrhein-Westfalen.

## Lage und Beschreibung
Ufer liegt im östlichen Teil des Ortskerns von Lindlar und ist heute als eigenständiger Ort nicht mehr erkennbar. Der Wohnplatz liegt an der Landesstraße 299, die von Engelskirchen kommend nach Immekeppel (Overath) verläuft. 

## Geschichte
Der Ort ist auf der Topographischen Aufnahme der Rheinlande von 1825 als Ufer verzeichnet. Die Preußische Uraufnahme von 1840 zeigt den Wohnplatz unter dem Namen am Ufer. Auf der Preußischen Neuaufnahme von 1894/96 ist der Ort auf Messtischblättern nicht mehr namentlich verzeichnet, sondern bereits randgelegener Teil des geschlossenen Siedlungsbereichs Lindlars.
1822 lebten elf Menschen im als Haus kategorisierten Ort, der nach dem Zusammenbruch der napoleonischen Administration und deren Ablösung zur Bürgermeisterei Lindlar im Kreis Wipperfürth gehörte. Für das Jahr 1830 werden für den Ort 30 Einwohner angegeben.